# Ed Morrison
Pour les articles homonymes, voir Morrison.
 Edward Francis Morrison, né le 6 septembre 1951 à Bristol, est un arbitre international anglais de rugby à XV. 

## Carrière d'arbitre
Ed Morrison arbitre son premier match international le 19 janvier 1991, match opposant la France à l'Écosse dans le cadre du Tournoi des Cinq Nations. Il arbitre notamment trois matchs de la Coupe du monde 1995 dont la finale le 24 juin 1995 à Johannesburg qui voit l'Afrique du Sud battre la Nouvelle-Zélande 15 à 12 après prolongations, trois matchs de celle de 1999, sept matchs du Tournoi des Cinq Nations et sept matchs du Tri-Nations. 
Il est membre de l'équipe de direction de l'arbitrage de la Fédération anglaise, chargée de sélectionner les arbitres pour les rencontres de la Guinness Premiership.
Il prend sa retraite le jeudi 5 septembre 2013.

## Palmarès d'arbitre
- 31 matchs internationaux